# Powiat Nomi
Powiat Nomi (jap. 能美郡 Nomi-gun) – powiat w Japonii, w prefekturze Ishikawa. W 2024 roku liczył 6061 mieszkańców.

## Miejscowości
- Kawakita